# Le Lais
(François Villon, Le Lais, 1457)

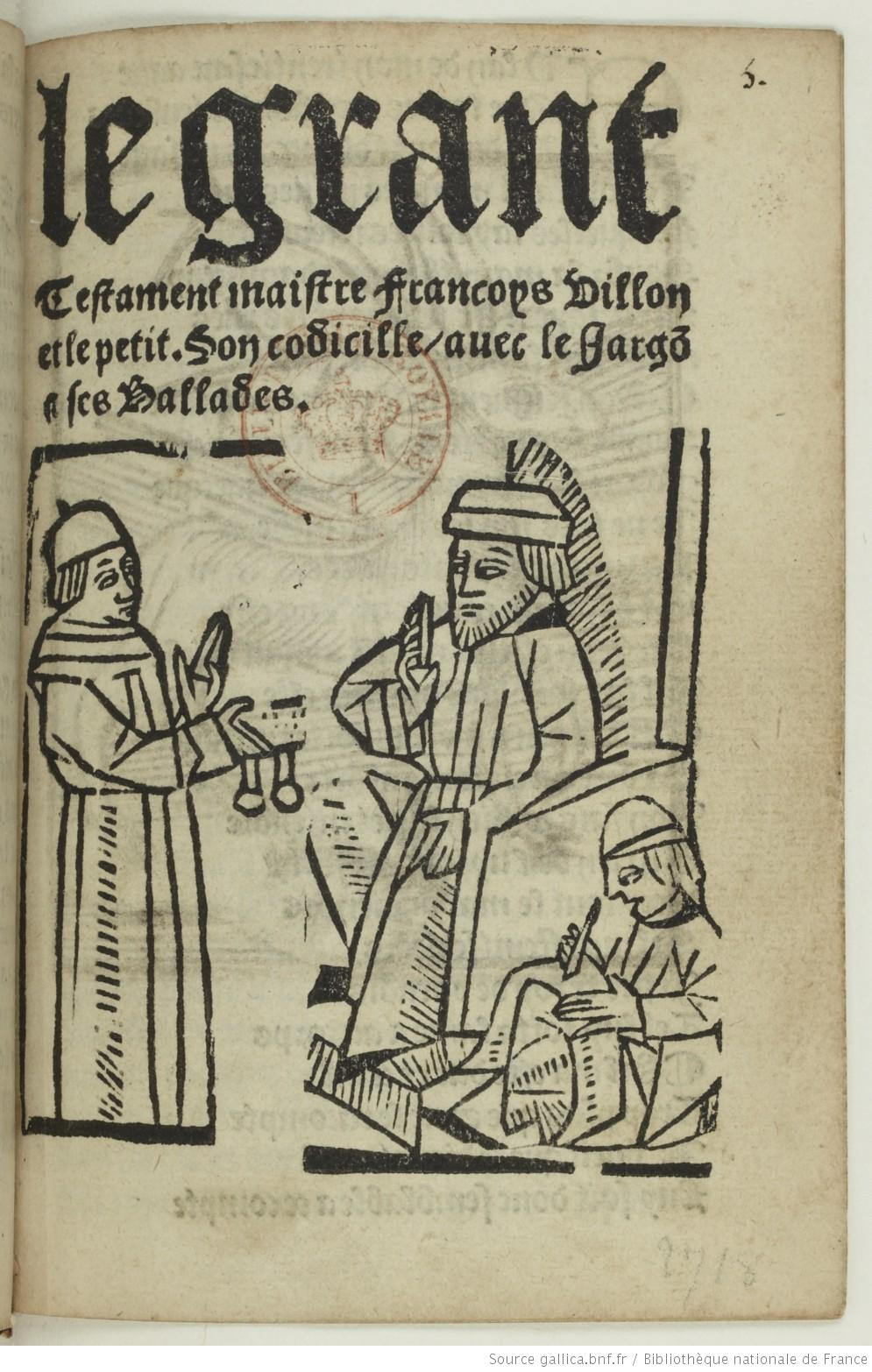
Le Grant Testament Maistre Françoys Villon et le Petit. Son Codicille avec le Jargon et ses Ballades (1500 circa).
La stampa diffonde l'opera di François Villon.

Le Lais («Il lascito») è un'opera giovanile di François Villon (1457) composta di quaranta ottave di ottonari, in cui l'autore, gioioso studente, elargisce una serie di «doni» o di «lasciti» più o meno strambi, ma sempre crudeli e spesso divertenti, destinati ai suoi nemici. I suoi bersagli favoriti sono le autorità, la polizia, gli ecclesiastici troppo ben pasciuti, i borghesi, gli usurai, insomma i bersagli eterni della contestazione studentesca e popolare. Egli riprende in questo testo vari generi letterari conosciuti: viste le circostanze (la partenza per Angers a causa di una donna) e l'utilizzo dei motivi dell'amore cortese dei trovieri, potrebbe essere un congé, sulla scia della tradizione di Arras, nel quale il poeta galante lascia la sua dama che l'ha fatto troppo soffrire. Tuttavia, qui è questione di «lasciti» (lais deriva dal francese «laisser»), di doni che fanno pensare ai testamenti letterari, come quello di Eustache Deschamps che parodiava alla fine del XIV secolo ogni sorta di documento legale. Infine, nelle ultime strofe, Villon riprende a suo modo il tema molto usato del songe, nel quale l'autore racconta un'avventura che gli è capitata in sogno. Parodia del congé, testamento satirico e songe ironico: Le Lais è tutte queste cose insieme.
Le Lais è innanzi tutto destinato ai suoi amici e compagni di dissolutezza; esso pullula di allusioni e di sottintesi, oggi indecifrabili, ma che di sicuro dovevano far ridere molto i suoi compagni. Sembra tuttavia che abbiano avuto successo, poiché Villon vi fa molte volte riferimento nel successivo Le Testament, lamentandosi scherzosamente che l'opera circoli sotto il titolo errato di «testament»:
(Testament, ottava LXXV, p. 151.)